# Волгодонский зоопарк
Волгодонский Зоопарк — зоопарк в городе Волгодонске, Ростовской области, существовавший с 6 февраля 1998 по 2003 год.

## История
Небольшая зоовыставка (экзотариум) была создана в 1998 году как муниципальное учреждение. Инициатором её создания был Александр Геннадьевич Перфильев. Экзотариум располагался в небольшом одноэтажном домике в городском парке «Победа». Имел очень интересную и уникальную коллекцию животных, включавшую в том числе, опасных ядовитых змей. Вскоре экзотарум был включен в общероссийский список зоопарков. Экспозицию животных любили посещать жители и гости города, школьники и студенты.
В начале 2000-х годов в городе была сложная экономическая ситуация, закрывались многие дотационные учреждения, в том числе и в сфере культуры. В 2003 году, после того, как по инициативе тогдашнего главы города Александра Клейменова, зоопарк перестал финансироваться из городского бюджета, стало нечем платить зарплату работникам и оплачивать коммунальные услуги. В результате было принято решение закрыть зоопарк.
В настоящее время Александр Перфильев руководит детским центром дополнительного образования «Радуга» (станцией юных натуралистов). Сегодня центр имеет свою небольшую коллекцию животных, однако все они неопасны для человека и используются, в основном, для обучения детей. В будущем планируется организовать выставку этих животных для всех желающих. Однако вопрос о попытке воссоздать зоопарк пока не стоит.
— На второй такой эксперимент меня не хватит, — говорит Александр Перфильев.

## Коллекция
Зоопарк специализировался на ядовитых змеях. Коллекция состояла:
| Класс животных            | Видов | Экземпляров |
| ------------------------- | ----- | ----------- |
| Млекопитающие             | 4     | 13          |
| Пресмыкающиеся (рептилии) | 27    | 35          |
| Земноводные (амфибии)     | 2     | 3           |
| Рыбы                      | 25    | 840         |
| Беспозвоночные            | 8     | 46          |